# 올림픽 슬라이딩 센터

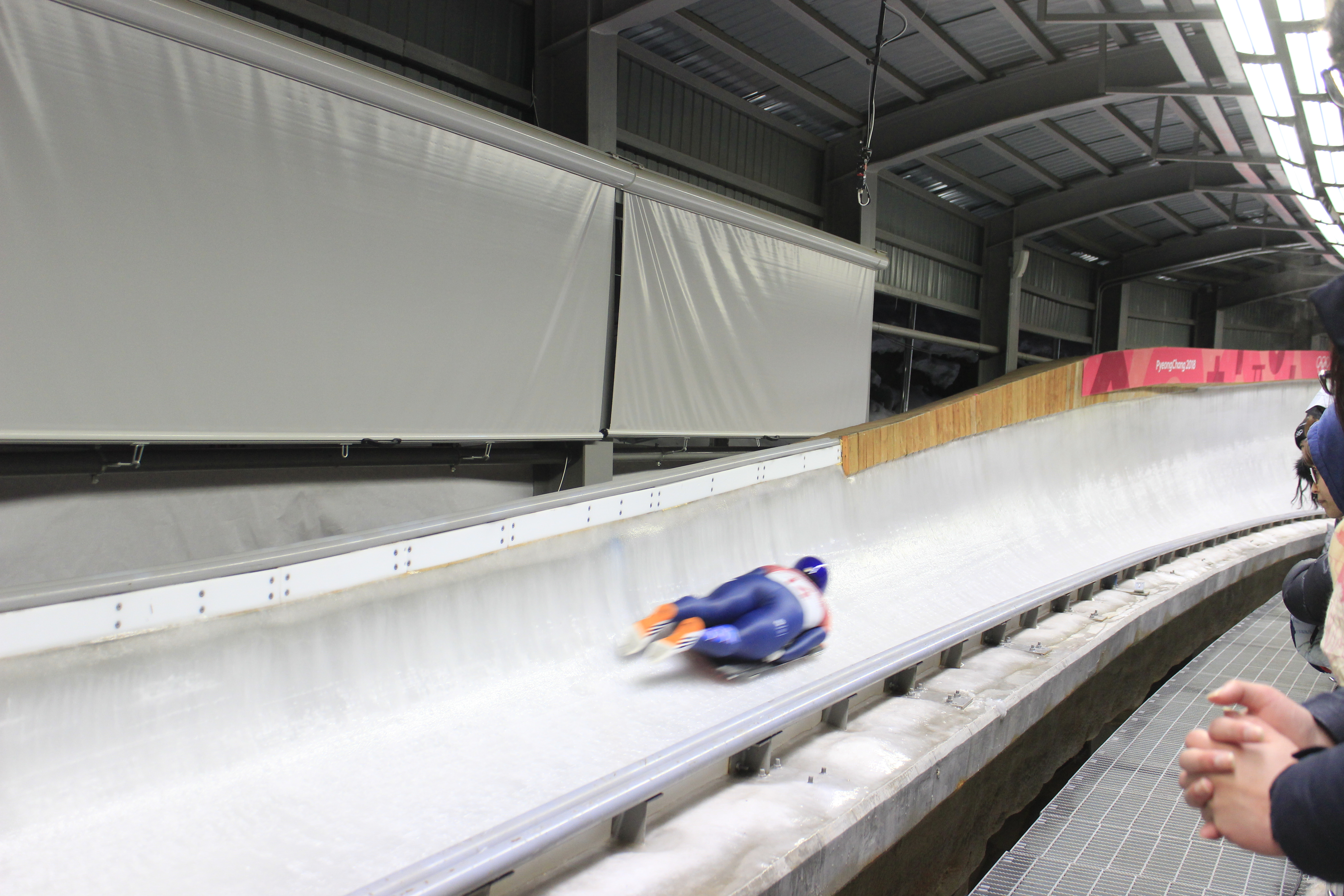
2월 17일 열린 올림픽 경기에서의 선수가 슬라이딩하고 있다.

올림픽 슬라이딩 센터(영어: Olympic Sliding Centre)는 강원특별자치도 평창군 대관령 용산리 알펜시아 리조트에 위치한 루지, 봅슬레이, 스켈레톤 경기장이다. 강원도개발공사가 소유하고 있으며, 2018년 동계 올림픽 경기장으로 활용되었다.

## 특징
2013년 12월 31일에 착공했고, 2017년 12월에 완공했다. 세계에서 19번째이자, 아시아에선 일본에 이어 두번째로 지어진 썰매 전용 경기장이다. 올림픽 개막 연도를 기념해 총 길이를 2,018m로 건설했다. 또 스타트 지점과 도착지의 해발 고도 차이가 약 120m로 세계 최대이다. 아시아 최초로 실내 훈련장도 갖췄다. 슬라이딩센터의 건설에는 고도의 기술력이 필요하다. 봅슬레이의 최고 속도가 시속 155km, 스켈레톤은 135km, 루지는 150km에 달하므로 선수들의 안전을 고려하여 여러 차례에 걸쳐 검측하고 수정하였다. 이 때문에 공사 기간에는 평균적으로 최소한 30개월 이상이 소요되나 이보다 18개월 빠른 12개월 만에 준공하였다. 이는 수작업 중심의 건설 공법과 기계·자동화 공법 과 같은 새로운 기술을 도입하여 시공 기간을 크게 단축하였다. 이 경기장은 스타팅 하우스와 피니시 하우스를 포함해 총 7개의 시설물로 구성됐다. 트랙은 스타트 연습장까지 포함해 총 길이 2018m에 폭 1.5m이다. 트랙 내부는 콘크리트와 그 밑에 냉각 배관 수천 개가 깔려 있다. 배관으로 냉매인 암모니아가 순환하면 콘크리트의 온도가 떨어지고, 이곳에 물을 뿌려 얼음이 깔려 있는 경기장(FOP)을 조성한다. 썰매의 속도가 절정에 달하는 15번 구간의 최대 속도는 시속 134km에 이르도록 설계됐다. 국제 규정 상 안전상의 이유로 2014년 동계 올림픽 이후 지어지는 썰매장의 최대 시속은 135km를 넘지 못한다.

## 활용
10차례에 걸쳐 국제 경기 연맹(IBSF과 FIL)이 현장 검측을 한 결과  트랙 상태가 완벽하다는 평가를 받았다. 이 경기장을 건설한 대림산업은 2022년 동계 올림픽 개최지인 중국 베이징으로부터 트랙공법에 대한 자문을 요구 받는 등 트랙 공법 관련 기술을 중국으로 수출하였다. 2018년 동계 올림픽 대회를 치렀으며, 이후 국가대표 선수 훈련장과 테마형 시설로 이용될 계획이다.